# Juhász Roland (író)
Juhász Roland, írói álnevén R. J. Hendon (Székesfehérvár, 1984. november 26. –) Zsoldos Péter-díjas és Zsoldos Péter-közönségdíjas sci-fi-író, a Preyer Hugo novellapályázat zsűrijének tagja, a Scifi.hu híroldal főszerkesztője.

## Életrajz
Egyetemi tanulmányait Pécsen folytatta geográfus szakon. 2005-ben kezdett írni, első fanfiction regényeit a Merengő Fanfiction nevű, elsősorban Harry Potter-témájú fanfiction oldalon tette közzé. Legelső ilyen írása, a Harry Potter és a varázslók háborúja akkor került a figyelem középpontjába, amikor elterjedt róla a tévhit, hogy ez az igazi, akkor még meg sem jelent hetedik Harry Potter-kötet. A jelenségről két újság és az RTL Klub Fókusz című műsora készített riportot.
Az egyetem befejezése után, 2010-től kezdődően már science-fiction novellákat írt, ezek többnyire az Avana Egyesület által szerkesztett Új Galaxis Antológiában jelentek meg. Legelső novellájában, Az elrejtett planétában is feltűnt már Richard Hendon karaktere, aki a későbbiekben visszatérő szereplő lett a történetekben, és a szerző a karakter köré építette fel azt a science-fiction világot, amelyet később Nightingale-univerzumnak nevezett el. Időközben a szerző Székesfehérváron informatikusként kezdett dolgozni.
Első elismerését az Evolúcionizáló című novellájával nyerte el, amely a Preyer Hugo novellapályázaton 2012-ben dicséretben részesült. Az ezt követő években folyamatosan küldött novellákat az egyesület pályázataira, egy alkalommal harmadik helyezést ért el a Preyer Hugo novellapályázaton, majd az "Állatok a jövőben, a jövő állatai" című pályázatra beküldött novellája, a Skadi első helyezést ért el. A 2015-ös évben ez a novella megkapta a Zsoldos Péter-díjat.
Ekkor már első kisregényét is megjelentette magánkiadásban (A Virgil Newman Show), 2016-ban pedig belépett az AVANA Egyesületbe. Juhász Roland ekkor már Magyaralmáson élt és Budapesten dolgozott informatikusként. Az Avana Egyesület megbízásából újjáélesztette a Scifi.hu nevű híroldalt, amelynek főszerkesztője lett. Az oldal a sci-fi irodalmi, filmes, sorozatos és tudományos cikkek mellett a magyar science-fiction közélettel is foglalkozik.
2017-ben ugyancsak magánkiadásban és ingyenesen megjelentette egy kisregényét (Nightingale), és ekkor a szerző már felvette az R. J. Hendon írói álnevet. Még ugyanebben az évben befejezte első nagyobb terjedelmű regényét, a Korcsokat, amelyet a Könyvmolyképző Kiadó regénypályázatára, az Aranymosásra küldött be. A regény a második lektori jóváhagyást már nem kapta meg. Ekkor a szerző átdolgozta a regényt, és a szerkesztést követően a Főnix Könyvműhely az újonnan induló brandje, a Főnix Astra alatt adta ki 2018-ban. A regény 2019-ben megnyerte a Zsoldos Péter-díj közönségdíját.
Az Új Galaxis kiadási problémái következtében a szerző további két novellája 2018-ban már a Galaktika Magazin 336. és 339. számában jelentek meg.
A szerző a 2018-as Preyer Hugo novellapályázat zsűrijének tagja lett a pályázat koordinátora, Kósa Katalin javaslatára.

## Művei

### Regények és kisregények
- A Virgil Newman Show (scifi, krimi, 2015)
- Nightingale (hard sci-fi, 2017)
- Korcsok – Overtoun-trilógia 1. (sci-fi, 2018) – Zsoldos Péter-közönségdíj (2019)
- Gyomláló (sci-fi, 2020)

### Novellák
- Az elrejtett planéta – Új Galaxis Antológia 17., 2010
- BASH – online, 2010
- Csend – KIMTE Padlástér Novellapályázat, 2011
- Evolúcionizáló – Új Galaxis Antológia 19., 2012
- Házikedvenc – Új Galaxis Antológia 21., 2014
- Bek – Új Galaxis Antológia 21., 2014
- Skadi – Új Galaxis Antológia 22., 2015 – Zsoldos Péter-díj (2015)
- Az orgazda – online, 2015
- iCity – Új Galaxis Antológia 23., 2015
- A Megtisztítás – Új Galaxis Antológia 25., 2017
- Mr. Bajusz – Holt Remények novelláskötet, 2017
- A 2077-es Star Wars margójára – online, 2018
- Szélvédő – online, 2018
- A hatodik parancsolat – Galaktika Magazin 336., 2018
- Világcsúcs – Galaktika Magazin 339., 2018
- Az istenek szakácsa – SF.Galaxis 1., 2018
- Túlvilág Részvénytársaság – Galaktika Magazin 348., 2019
- Pogácsa – online, 2019

### Fanfiction
- Harry Potter és a varázslók háborúja[8]
- Harry Potter és a Negyedik Torony
- Harry Potter és az Ezernevű
- Harry Potter és a Smaragd Sigillus